# Seattle's Best Coffee
A Seattle's Best Coffee LLC é uma filial da Nestlé cuja marca é utilizada para vender café por grosso, café moído e chávenas de café. Embora esta marca tenha tido cafetarias nos Estados Unidos, já não as anuncia no seu website. Algumas destas cafetarias foram convertidas em Starbucks enquanto a Starbucks era anteriormente proprietária desta marca. A Focus Brands detém os direitos de franquia das cafetarias desta marca para mercados internacionais e bases militares.
O Seattle's Best Coffee é geralmente menos dispendioso do que o Starbucks, a sua antiga empresa-mãe, e é comercializado como um café mais da classe trabalhadora, em comparação com o Starbucks de luxo.

## História
O Seattle's Best Coffee começou como uma combinação de gelataria e cafetaria chamada Wet Whisker em Coupeville, na Whidbey Island, a noroeste de Seattle, em 1969. O fundador Jim Stewart comprou grãos de café verdes a torrefatores locais para serem torrados e vendidos no Wet Whisker. No final do segundo verão, a loja tinha torrado e vendido cerca de 226 kg (500 lbs) de café. No final do ano seguinte, a Wet Whisker da Vashon Island foi vendida e Jim Stewart, juntamente com o seu irmão Dave, abriu outra loja de sorvetes e café no Cais 70, na Central Waterfront, Seattle. A loja chamava-se Stewart Brothers Wet Whisker. Em 1982, começou a servir bebidas à base de café expresso juntamente com outros produtos de café.
Em 1983, o nome mudou novamente de Stewart Brothers Wet Whisker para Stewart Brothers Coffee. Pouco tempo depois, o negócio começou a expandir-se e novas lojas abriram em Bellevue, Washington, e no histórico Pike Place Market de Seattle um ano mais tarde. Em 1991, a empresa foi renomeada “Seattle's Best Coffee” depois de ganhar uma competição local.
Por volta de 1995, a empresa foi comprada por um grupo de investidores que detém a Torrefazione Italia. Formaram uma nova empresa composta por ambas as partes, denominada Seattle Coffee Holdings. Em 1997, a Seattle Coffee Holdings mudou o seu nome para Seattle Coffee Company. Em 1998, a AFC Enterprises adquiriu a Seattle Coffee Holdings e começou a franquiar a marca Seattle's Best Coffee. Durante a propriedade da AFC Enterprises, a torrefação da Seattle Coffee Company em Vashon Island foi melhorada e foi criada a linha de café biológico da empresa. A AFC Enterprises vendeu a SBC à Starbucks em julho de 2003, mantendo os direitos de franquia em onze países, no Havaí e nas bases militares dos Estados Unidos.
A Starbucks encerrou as instalações da Vashon Island em 23 de outubro de 2003 e transferiu a produção para a sua torrefação em Kent, Washington. A SBC tinha anteriormente armazenado feijões no Porto de Seattle e transportado-os para Vashon para serem torrados, o que foi considerado insuficiente para as necessidades da empresa. O edifício histórico da torrefação de Vashon Island, que inclui a torrefação original de Jim Stewart de 1952, embora já não esteja afiliado à SBC ou à Starbucks, foi comprado e reaberto como “The Vashon Island Coffee Roasterie” quando a proprietária da The Minglement, uma loja de alimentos biológicos, ervas aromáticas e especiarias, decidiu mudar a sua loja para uma loja maior. Esta loja continua a empregar Peter Larsen, o mestre de torrefação de café que trabalhou nesta loja quando anteriormente fazia parte do Seattle's Best Coffee.
Em 18 de outubro de 2022, a Starbucks vendeu o Seattle's Best Coffee à Nestlé.